# منتخب سيراليون للكريكت
منتخب سيراليون للكريكت (بالإنجليزية: Sierra Leone national cricket team)‏ هو ممثل سيراليون الرسمي في المنافسات الدولية في الكريكت .